# Stephen Louis Veneman

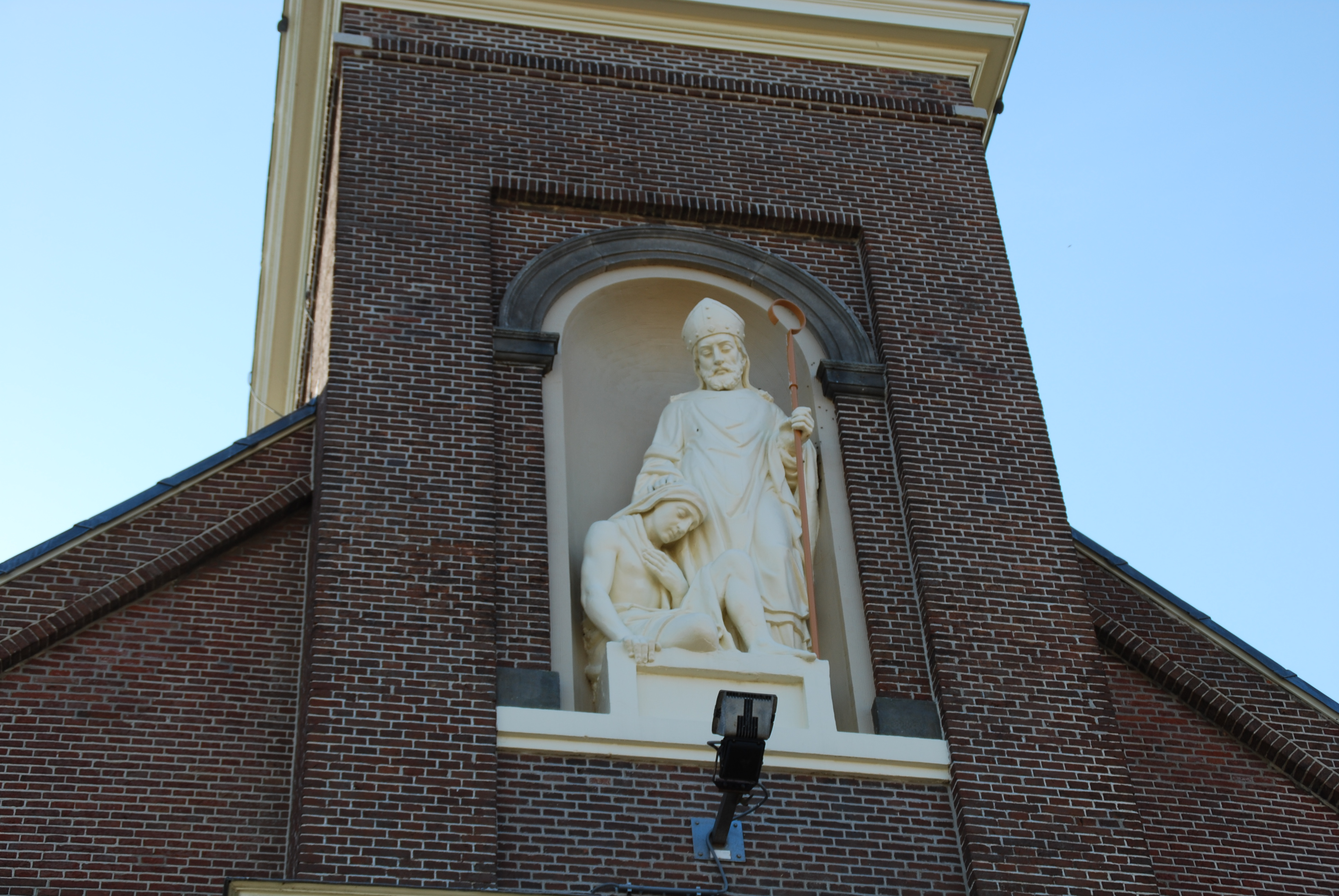
Beeld van de heilige Machutus (1860) op de Sint-Machutuskerk in Monster

Stephen Louis Veneman (1812-1888) was een Nederlandse beeldhouwer en architect.
Veneman startte zijn "kunstwerkplaats voor kerkelijk beeld- en lofsnijwerk" in 's-Hertogenbosch, waar kerkmeubilair werd vervaardigd. Het katholieke geloof was in de 19e eeuw weer sterk in opkomst en er was veel behoefte aan inventaris voor nieuwe en te restaureren kerken. Veneman had daarom veel werk en het atelier had op zeker moment 45 personeelsleden in dienst. Er werden onder meer preekstoelen, orgelkasten, altaren en beelden vervaardigd. Voor de Sint-Janskathedraal in 's-Hertogenbosch bouwde hij in 1855 een houten bisschopsstoel..
Als architect werd Veneman in december 1858 gevraagd om de restauratie van de buitenzijde van de Sint-Janskathedraal te leiden. Onder zijn leiding en naar zijn ontwerpen werden in 1859-1863 beelden en reliëfs voor de noordelijke transeptgevel gemaakt.. In 1860 werd hij ook gevraagd om de gewelven van de Utrechtse Sint-Catharinakathedraal te inspecteren, voor dit gebouw gerestaureerd kon worden. In 1863 kreeg Veneman een beroerte en moest zijn werkzaamheden aan de Sint-Janskathadraal staken. Zijn functie werd overgenomen door zijn medewerker Lambert Hezenmans. Zoon Louis zette het atelier voort aan de Verwerstraat. Stephen Louis Veneman overleed op 29 februari 1888.

## Diverse projecten
niet volledig
- 1850 - 1851 hoogaltaar, preekstoel  -  De Papegaai te Amsterdam.
- 1851        altaarretabel - kapel van het Groot Seminarie   Warmond
- 1852        altaren      -  Sint Franciscus Xaverius kerk  te Amersfoort
- 1860        drie altaren -  OLV Tenhemelopneming kerk Utrecht Biltstraat (vóór 1893 verdwenen)[5]
- 1860          gevelbeeld  Sint-Machutuskerk Monster
- 1866          Houten preekstoel Sint-Martinuskerk 't Veld